# Charle Cournoyer
Pour les articles homonymes, voir Cournoyer.
Charle Cournoyer est un patineur de vitesse sur piste courte canadien-français né le 11 juin 1991 à Longueuil.

## Biographie
Il commence le short-track pour suivre l'exemple de son grand frère.

## Carrière
Il remporte la médaille de bronze de l'épreuve du 500 mètres aux Jeux olympiques d'hiver de 2014 à Sotchi, en Russie.
En 2017, il arrive en 4e position du 1000 mètres à une des manches de la coupe du monde de patinage de vitesse sur piste courte 2017-2018. Il remporte le relais avec Samuel Girard, Pascal Dion et Charles Hamelin. Avec la même équipe qu'à la manche précédente, il remporte à nouveau le relais dans la deuxième manche de la saison. À Shanghai pour la troisième et avant-dernière manche des qualifications, toujours avec la même équipe, il prend la troisième place du relais masculin. 